# Castello di Clearwell
Il castello di Clearwell è una residenza neogotica situato a Clearwell, nella foresta di Dean, a Gloucestershire. Venne costruito nel 1727 da Thomas Wyndham su disegno di Roger Morris.
L'attuale edificio sorge sulle rovine di un vecchio palazzo, motivo per cui parte della sala da ballo risale al 1600 circa. Il castello appartenne ai discendenti di Wyndham fino a quando non fu messo all'asta il 22 giugno 1907. Passò quindi al colonnello Charles Vereker, ma il 18 marzo 1929 fu distrutto da un incendio: una grande collezione di oggetti di valore andò così perduta. Il colonnello allora iniziò il restauro dell'edificio, che però alla sua morte (1947) non era stato ancora completato. 
Nel 1953, un uomo d'affari acquistò il castello con l'intenzione di demolirlo del tutto. Frank Yeates, che gestiva una panetteria a Blackpool, si fece avanti per acquistarlo e riuscì nel suo intento, per soli £ 3.000. Frank e suo figlio Bernard restaurarono l'edificio da soli. Dopo anni di duro lavoro vollero uno studio di registrazione e una sala prove nel seminterrato vicino ai sotterranei per affittarli a gruppi rock.
I primi clienti furono i membri del gruppo Badfinger che nel 1971 occupò il castello per sei mesi, registrandovi l'album Straight Up. Vennero poi i Black Sabbath, che vi composero tutte le canzoni dell'album Sabbath Bloody Sabbath del 1973. Il 23 settembre dello stesso anno, i Deep Purple presentarono i loro due nuovi componenti ai media, al Clearwell Castle; Glenn Hughes e David Coverdale. La band aveva affittato il locale per comporre quello che sarebbe stato uno dei loro lavori più celebri, Burn.
Peter Frampton compose il suo album eponimo del 1975 Frampton.
Nel 1982 la famiglia Yeates mise in vendita il castello. I Gresham, nuovi acquirenti, effettuarono un accurato restauro dell'edificio e poi vendettero il castello alla famiglia Frazer Steele che lo trasformò in un hotel. Infine, nel 1997, Clearwell Castle è stato acquisito dal suo attuale proprietario, una società che si dedica a organizzare matrimoni ed eventi.
La struttura viene oggi utilizzata soprattutto per i matrimoni.